# 多花佛肚苣苔
多花佛肚苣苔（学名：Oreocharis longifolia var. multiflora）为苦苣苔科马铃苣苔属下的一个变种。